# Kongeriget Begge Sicilier
Kongeriget Begge Sicilier (italiensk: Regno delle Due Sicilie; napolitansk: Regno d’’e Ddoje Sicilie; siciliansk: Regnu dî Dui Sicili) var et kongerige i det sydlige Italien, der eksisterede fra 1816 til 1861. Det omfattede øen Sicilien og den italienske halvø syd for Kirkestaten og var både efter areal og indbyggertal den største suveræne stat i Italien før Italiens samling. Det blev regeret af konger fra huset Bourbon.
Navnet har sin oprindelse i 1100-tallets sicilianske rige, der under normannerne med tyngdepunkt på øen Sicilien indlemmede Syditalien. Fra 1302 til 1735 var de to områder adskilt, men fastlandets konger holdt fast i navnet "Sicilien" for dermed at holde kravet på øen i hævd. Herefter regeredes de to riger, Kongeriget Sicilien og Kongeriget Napoli, atter af en fælles konge og indgik formelt i en union i 1816.
Begge Sicilier erobredes af Kongeriget Sardinien i 1861 som led i Italiens samling under fyrstehuset Savoyen. Begge Siciliers kongehus opretholdt dog længe efter i eksil diplomatiske forbindelser med andre stater, og fortiden som selvstændigt rige er endnu central for megen syditaliensk lokalpatriotisme.
Adskillige fyrstelige personer, heriblandt den spanske konge, hævder et symbolsk krav på Begge Siciliers krone.

## Konger af Begge Sicilier, 1816-1861
- 1816-1825: Ferdinand I
- 1825-1830: Frans I
- 1830-1859: Ferdinand II
- 1859-1861: Frans II